# Cleopatra (film fra 1934)
 For alternative betydninger, se Cleopatra (flertydig). (Se også artikler, som begynder med Cleopatra)
Cleopatra er en amerikansk historisk storfilm fra 1934, instrueret og produceret af Cecil B. DeMille og distribueret af Paramount Pictures.
Filmen genfortæller historien om Kleopatra 7. af Egypten. Manuskriptet er skrevet af Waldemar Young og Vincent Lawrence, baseret på historisk materiale tilpasset af Bartlett Cormack.
Claudette Colbert ses i rollen som Cleopatra, Warren William som Julius Cæsar og Henry Wilcoxon som Marcus Antonius.
Cleopatra var den film i 1934 der opnåede den højeste indtjening og modtog fem Oscarnomineringer. Det var den første film af DeMille der modtog en nominering til en Oscar for bedste film. Victor Milner vandt en Oscar for bedste fotografering.